# 宋惟元
宋惟元（1497年—？），字以貞，浙江紹興府餘姚縣人，竈籍，明朝政治人物。

## 生平
嘉靖四年（1525年）乙酉科浙江鄉試第九名舉人。嘉靖十七年（1538年）中式戊戌科進士。

## 家族
曾祖宋廷芳，以孫宋冕贈都察院右副都御史；祖父宋璉，壽官；父宋軒，典史。母王氏。严侍下。